# 約瑟夫·康奈爾
約瑟夫·康奈爾（Joseph Cornell，1903年12月24日—1972年12月29日）是一位美國超現實主義攝影師和集合主義雕塑家。

## 生平
約瑟夫·康奈爾出生於紐約州尼雅克，父母是設計師兼商人約瑟夫·康奈爾（Joseph Cornell）和幼兒園教師海倫·康奈爾（Helen TenBroeck Storms Cornell），他是家中老大，此外還有妹妹伊麗莎白（1905年生）、海倫（1906年生）和弟弟羅伯特（1910年生）。他的雙親均來自顯赫一時的荷蘭家庭，其父在1917年去世，使得家道中落。於是全家搬到了皇后區。後來他在1921年進入馬薩諸塞州菲利普斯學院讀書，但沒有畢業。除去在菲利普斯學院的三年半學生生涯，他幾乎沒出過紐約州，一直都呆在紐約州的法拉盛。:xiii
康奈爾獨行而不合群，自學成為了藝術家。 他曾表達過對勞倫·白考爾的仰慕之情，也常和女性交談，但實際因而孤獨羞澀而沒什麼女人緣。 他的弟弟羅伯特自小患有大腦性麻痺，而約瑟夫也傾盡一生來照顧他，這也是他孤獨的原因之一。
他在1920年代做過布料批發生意，但1931年破產，後來又當了一段時間的上門推銷員。1936拍攝電影《羅斯·霍巴德》（Rose Hobart）， 實際上直到1970年去世他也一直創作著實驗電影。1940年代曾為《時尚芭莎》等雜誌繪製封面。1949年其集合主義藝術作品才開始賣出高價，成為了圈內較有名氣的藝術家，但並未得到大眾的關注。1967年曾為《小王子》繪製插圖。
其弟羅伯特在1965年逝世，次年其母逝世。約瑟夫則在1972年12月29日死於心力衰竭。:xiv

## 外部連結
- Joseph Cornell: Navigating The Imagination at The Peabody Essex Museum
- Joseph Cornell at WebMuseum （页面存档备份，存于）
- Joseph Cornell at Artchive
- Joseph Cornell at Artcyclopedia （页面存档备份，存于）
- NPR article on Joseph Cornell （页面存档备份，存于）
- .   [2015-05-17]. （原始内容存档于2000-08-18）.
- Joseph Cornell Biography and Images: Hollis Taggart Galleries
- Smithsonian Retrospective
- 約瑟夫·康奈爾在互联网电影资料库（IMDb）上的資料（英文）
- Joseph Cornell papers online at the Smithsonian Archives of American Art